# Gubernatorzy Saint Lucia

## Kolonia francuska

### Gubernatorzy
- 1762–1763: George Bridges Rodney (brytyjska okupacja)
- 1763–1764: Pierre Lucien de La Chapelle de Jumilhac
- 1764–1771: Claude Anne de Micoud
- 1771–1772: Claude Anne Gui de Micoud
- 1772–1773: Frédéric Laure de Kearney
- 1773–1776: Alexandre Potier de Courcy
- 1776–1778: Marc Étienne de Joubert
- 1778–1781: Claude Anne de Micoud
- 1781–1783: Arthur St Leger (brytyjska okupacja)
- 1784–1789: Jean Zénon André de Véron de Laborie
- 1789–1793: Jean Joseph de Gimat
- 1793–1794: Nicolas Xavier de Ricard
- 1794–1795: Charles Gordon (brytyjska okupacja)
- 1795–1795: James Stewart (brytyjska okupacja)
- 1795–1796: Goyrand (komisarz)
- 1796–1797: John Moore (brytyjska okupacja)
- 1797–1798: James Drummond (brytyjska okupacja)
- 1798–1802: George Prévost (brytyjska okupacja)
- 1802–1802: George Henry Vansittart (brytyjska okupacja)
- 1802–1803: Jean François Xavier Nogues

## Kolonia brytyjska

### Gubernatorzy
- 1803–1807: Robert Brereton
- 1807–1814: Alexander Wood
- 1814–1815: Francis Delaval
- 1815–1816: Edward Stehelin
- 1816–1816: Robert Douglas
- 1816–1817: Richard Augustus Seymour
- 1817–1818: Edward O’Hara
- 1818–1819: John Keane
- 1819–1821: John Joseph Winkler
- 1821–1824: John Montagu Mainwaring
- 1824–1826: Nathaniel Shepherd Blackwell
- 1826–1827: John Montagu Mainwaring
- 1827–1829: Lorenzo Moore
- 1829–1829: David Stewart
- 1829–1830: Francis Power
- 1830–1831: James Alexander Farquharson
- 1831–1831: George Mackie
- 1831–1832: Mark Anthony Bozon
- 1832–1834: James Alexander Farquharson

### Gubernatorzy porucznicy (podlegli gubernatorowi Brytyjskich Wysp Zawietrznych)
- 1834–1837: Dudley St Leger Hill
- 1837–1838: Thomas Bunbury
- 1838–1839: John Alexander Mein
- 1839–1841: Mathias Everard
- 1841–1843: George Graydon
- 1843–1844: Andrew Clarke
- 1844–1848: Arthur Wellesley Torrens
- 1848–1852: Charles Henry Darling
- 1852–1852: Henry Clermont Cobbe
- 1852–1857: Maurice Power

### Administratorzy
- 1857–1862: Henry Heggart Breen
- 1862–1869: James Mayer Grant
- 1869–1878: William Des Vœux
- 1878–1879: Arthur Havelock
- 1881–1884: Roger Goldsworthy
- 1885–1889: Edward Laborde

### Komisarze
- 1889–1891: Robert Baxter Llewelyn
- 1891–1896: Valesius Skipton Gouldsbury
- 1896–1899: Charles King-Harman
- 1900–1902: Harry Langhorne Thompson
- 1902–1905: George Melville
- 1905–1909: Philip Clark Cork
- 1909–1914: Edward John Cameron
- 1914–1915: William Douglas Young
- 1915–1918: Gideon Oliphant-Murray
- 1918–1927: Wilfred Davidson-Houston
- 1927–1935: Charles William Doorly
- 1935–1938: Edward William Baynes
- 1938–1944: Arthur Alban Wright
- 1944–1946: Edward Francis Twining
- 1947–1953: John Montague Stow
- 1953–1958: John Kingsmill Thorp

### Administratorzy
- 1958–1962: Julian Asquith, 2. hrabia Oxford i Asquith
- 1962–1967: Gerald Jackson Bryan

### Gubernatorzy
- 1967–1971: Frederick Clarke
- 1971–1974: Ira Marcus Simmons
- 1974–1979: Allen Montgomery Lewis